# نانا کوماتسو
نانا کوماتسو (به ژاپنی: 小松 菜奈 Komatsu Nana) (۱۶ فوریه، ۱۹۹۶) یک هنرپیشه و مدل از اهالی توکیو در ژاپن است. او در سال ۲۰۱۵ در فیلم سکوت (فیلم ۲۰۱۶) ایفای نقش کرده است.
او برای نقش کاناکو در فیلم دنیای کاناکو سه جایزه از جشنواره‌های جایزه آکادمی فیلم ژاپن، جایزه فیلم هوچی، جایزه فیلم ماینیجی دریافت کرده است.